# Jirlău (gmina)
Jirlău – gmina w Rumunii, w okręgu Braiła. Obejmuje miejscowości Brădeanca i Jirlău. W 2011 roku liczyła 3059 mieszkańców. 